# Sashatherina giganteus
Sashatherina giganteus és una espècie de peix pertanyent a la família dels aterínids i l'única del gènere Sashatherina.

## Descripció
- Pot arribar a fer 18 cm de llargària màxima.
- Escates molt nombroses i petites.
- Mandíbula inferior molt pronunciada, la qual sobresurt més enllà de la vora anterior de la premaxil·la.
- Ulls molt petits.[3][2]

## Hàbitat
És un peix d'aigua dolça, pelàgic i de clima tropical.

## Distribució geogràfica
Es troba a la Papua Occidental (Indonèsia).

## Observacions
És inofensiu per als humans.